# أولكسندر كوفال
أولكسندر كوفال (بالأوكرانية: Олександр Миколайович Коваль)‏ هو لاعب كرة قدم أوكراني في مركز الدفاع، ولد في 3 مايو 1974 في دونيتسك في أوكرانيا. شارك مع منتخب أوكرانيا لكرة القدم. أما مع النوادي، فقد لعب مع شاختار دونيتسك وليفسكي صوفيا وميتالورغ دونيتسك.

## وصلات خارجية
- أولكسندر كوفال على موقع اتحاد أوكرانيا (الإنجليزية)
- أولكسندر كوفال على موقع قاعدة بيانات كرة القدم.إي يو (الإنجليزية)
- أولكسندر كوفال على موقع ناشيونال فوتبول تيمز (الإنجليزية)
- أولكسندر كوفال على موقع Soccerway.com (الإنجليزية)